# پارک جنگلی دوبو
پارک جنگلی دوبو یک پارک جنگلی در گامبیا است. این پارک در ۱ ژانویه ۱۹۵۴ تأسیس شد و ۷۳۲ هکتار وسعت دارد.
پارک دوبو در ارتفاع تخمینی ۹ متر از سطح دریا واقع شده‌است. این پارک با روستای دوبو هم‌مرز است.